# Hüsker Dü
Hüsker Dü var et amerikansk band inden for genrerne alternativ rock og hardcore punk. Bandet blev stiftet i 1979 i Minnesota, USA, og tog navn efter det danske børnespil Husker Du?. Deres vigtigste albums tæller Zen Arcade (1984) og New Day Rising (1985). 
Hüsker Dü fik aldrig mainstream-succes, men deres indflydelse på moderne rock og punk overskygger langt deres salg af plader. Eksempelvis skriver musikforfatteren Michael Azerrad i bogen Our Band Could Be Your Life (2001) at Hüsker Dü var bindeleddet mellem hardcore punk og collegerockens mere melodisk musik. Azerrad skriver endvidere: "Hüsker Dü spillede en enorm rolle i at overbevise undergrunden om, at melodi og punk ikke var hinandens modsætninger"
Bandet blev opløst i 1988. 

## Medlemmer
- Grant Hart – vokal, trommer, percussion, keyboard, klaver(1979–1988; død 2017)
- Bob Mould –  vokal, guitar, keyboard, percussion, basguitar (1979–1988)
- Greg Norton – basguitar, vokal (1979–1988)

## Diskografi
Studiealbums og EP'er
- Everything Falls Apart (1983)
- Metal Circus (1983)
- Zen Arcade (1984)
- New Day Rising  (1985)
- Flip Your Wig (1985)
- Candy Apple Grey (1986)
- Warehouse: Songs and Stories (1987)

Livealbums
- Land Speed Record (1982)
- The Living End (1994)
- Live Featuring J.C. (2008)
- Tonite Longhorn (2023)